# Doris Mühringer
Doris Mühringer (* 18. September 1920 in Graz; † 26. Mai 2009 in Wien) war eine österreichische Schriftstellerin.

## Biografie
Doris Mühringer wuchs in Graz und Wien auf. Nach dem Ende des Zweiten Weltkriegs arbeitete Mühringer in Salzburg als Übersetzerin sowie als Lektorin für verschiedene Verlage. Während dieser Tätigkeiten lernte sie den Wiener Schriftsteller und Kritiker Hans Weigel kennen, der ihre dichterische Begabung erkannte und förderte. Mühringer folgte Weigel nach Wien, wo sie ihre schriftstellerische Karriere begann.
1954 veröffentlichte Weigel einige von Doris Mühringers Gedichten in der von ihm herausgegebenen Literaturzeitschrift Stimmen der Gegenwart. Mühringer wurde daraufhin mit dem Georg-Trakl-Preis für Lyrik ausgezeichnet. Zwei Jahre später wurde ihr der Lyrikpreis der Neuen Deutschen Hefte zuerkannt.
Doris Mühringer schrieb hauptsächlich Lyrik und Kurzprosa sowie einige Bilderbücher für Kinder. Obwohl sie regelmäßig an Lesungen teilnahm und 1969 auf eine Vortragsreise in die Vereinigten Staaten ging, sah sich Mühringer selbst als menschenscheu. In den folgenden Jahren wurde Mühringer mit dem Literaturpreis des Landes Steiermark und der Silbernen Ehrenmedaille der Bundeshauptstadt Wien ausgezeichnet. 2001 wurde Mühringer der Österreichische Staatspreis für Kinder- und Jugendliteratur verliehen. Ihre Kinderbücher und Gedichtbände wurden wieder aufgelegt, zuletzt erschienen im Jahr 2005 mit Es verirrt sich die Zeit die Gesammelten Werke Mühringers.
Doris Mühringer verstarb am 26. Mai 2009 im Alter von 88 Jahren in einem Wiener Krankenhaus. Gerhard Ruiss würdigte sie in einem Nachruf „als eine der großen Lyrikerinnen der 50er und 60er Jahre“. Sie habe ein quantitativ eher unscheinbares, seiner Qualität nach umso gewichtigeres Werk hinterlassen. Ihr Nachlass befindet sich im Franz-Nabl-Institut für Literaturforschung in Graz.
Mühringer war Mitglied des Österreichischen Schriftstellerverbandes, der Österreichischen Gesellschaft für Literatur, des Literaturkreises Podium und der internationalen Schriftstellervereinigung P.E.N.

## Auszeichnungen
- 1954 Georg-Trakl-Preis
- 1956 3. Preis im Lyrik-Wettbewerb der Neuen Deutschen Hefte
- 1985 Literaturpreis des Landes Steiermark 1985
- 2001 Österreichischer Staatspreis für Kinder- und Jugendliteratur

## Werke
- 1957 Gedichte I
- 1960 Das Märchen von den Sandmännlein (Kinderbuch). Bilder von Maria Rehm
- 1969 Gedichte II
- 1976 Staub öffnet das Auge. Gedichte III
- 1984 Vögel die ohne Schlaf sind. Gedichte IV
- 1985 Tanzen unter dem Netz. Kurzprosa
- 1989 Das hatten die Ratten vom Schatten
- 1995 Reisen wir
- 1999 Aber jetzt zögerst du. Späte Gedichte
- 2000 Auf der Wiese liegend (Kinderbuch)
- 2000 Angesiedelt im Zwischenreich. Achtzig für achtzig.
- 2002 Ausgewählte Gedichte
- 2005 Es verirrt sich die Zeit. Das gesammelte Werk. Hrsg. von Helmuth A. Niederle

## Sekundärliteratur
- Christian Loidl: Wege im Dunkel. Möglichkeiten zur Analyse von Doris Mühringer poetischem Werk. Wien 1983